# Rastrococcus invadens
Rastrococcus invadens är en insektsart som beskrevs av Williams 1986. Rastrococcus invadens ingår i släktet Rastrococcus och familjen ullsköldlöss. Inga underarter finns listade i Catalogue of Life.